# チャンダ・ルビン
チャンダ・ルビン（Chanda Rubin, 1976年2月18日 - ）は、アメリカ・ルイジアナ州ラファイエット出身の女子プロテニス選手。1996年の全豪オープン女子ダブルス優勝者である。黒人選手で、ジェニファー・カプリアティやリンゼイ・ダベンポートと同じ年にあたる。自己最高ランキングはシングルス6位、ダブルス9位。身長168cm、体重58kgと小柄な体格だが、軽やかなフットワークを持ち味とする。右利き、バックハンド・ストロークは両手打ち。WTAツアーでシングルス7勝、ダブルス10勝を挙げた。

## 来歴
1991年8月に15歳でプロ入り。1995年の全仏オープンでベスト8に進出した時、4回戦で日本の杉山愛を 6-2, 1-6, 6-2 で破ったが、準々決勝でアランチャ・サンチェス・ビカリオに 3-6, 1-6 で敗れた。この年、19歳のルビンはWTAアワードの「最も進歩した選手賞」（Most Improved Player of the Year）に選出された。1996年の全豪オープンでルビンは4大大会の自己最高成績を挙げ、モニカ・セレシュとの準決勝まで進出した。この大会でルビンは驚異的な粘り強さを披露し、アランチャ・サンチェス・ビカリオとの準々決勝では 6-4, 2-6, 16-14 で競り勝ち、準決勝では刺傷事件から復帰したばかりのセレシュに 7-6, 1-6, 5-7 のスコアで惜敗した。サンチェス・ビカリオとの準々決勝は、試合時間：3時間33分で当時の全豪オープン女子シングルス史上最長試合であった。（現在の最長試合は2011年のフランチェスカ・スキアボーネが 6-4, 1-6, 16-14 でスベトラーナ・クズネツォワに勝利した試合の4時間44分である。）ルビンとサンチェスは、この大会で女子ダブルスのコンビを組み、決勝でリンゼイ・ダベンポート&メアリー・ジョー・フェルナンデス組を 7-5, 2-6, 6-4 で破って優勝した。ところが、テニス経歴が軌道に乗ったばかりの時にルビンは右手首を骨折し、同年の6月から11月まで試合欠場を余儀なくされた。
右手首の故障から復帰した後、しばらくは低迷期が続いたが、2000年の全仏オープンで5年ぶり2度目の準々決勝進出を果たした。それから、2002年全仏オープンから2003年全豪オープンまで4大会連続の4回戦に進出し、2003年全仏オープンで3年ぶり3度目のベスト8に入る。2003年はツアーで2度の優勝と3度の準優勝を挙げ、上位選手の欠場により女子年間最終戦・WTAツアー選手権にも繰り上がりで出場し、年間最終ランキング9位につけるなどキャリア最高の年を送った。しかし2004年から慢性的な左膝の故障に悩まされ、2005年度はほとんど試合に出場できなかった。2006年の全米オープンには主催者推薦で出場したが、1回戦で第9シードのニコル・バイディソバに敗れている。シングルスでは2006年10月のカナダ・ケベックシティ大会を最後に出場が途絶え、1年後の2007年10月にサンフランシスコで行われたツアー下部のサーキット大会ダブルス部門において、同じアメリカ人選手のアシュリー・ハークルロードと組んで2回戦に進出したのを最後にツアー出場が途絶えている。
ルビンは後進の育成にも積極的に取り組み、2001年から2005年の毎年9月から11月期にわたって、主にジュニア1-2年目の若手が出場する下位グレードの大会を中心に、自分の名前を冠したアメリカ各地を転戦するITFジュニアツアー大会を年4-7大会主宰していた時期があった。これらの大会で優勝したジュニア選手の中から、マリア・シャラポワ（ロシア）やアレクサンドラ・ウォズニアク（カナダ）などのトップ選手たちが育ってきた。

## WTAツアー決勝進出結果

### シングルス: 19回 (7勝12敗)
| 大会グレード         |
| -------------------- |
| グランドスラム (0–0) |
| ティア I (0–1)       |
| ティア II (3–4)      |
| ティア III (3–5)     |
| ティア IV & V (1–2)  |

| 結果   | No. | 決勝日         | 大会           | サーフェス    | 対戦相手                       | スコア           |
| ------ | --- | -------------- | -------------- | ------------- | ------------------------------ | ---------------- |
| 準優勝 | 1.  | 1991年11月3日  | フェニックス   | ハード        | サビーネ・アペルマンス         | 5–7, 1–6         |
| 準優勝 | 2.  | 1994年2月13日  | シカゴ         | ハード        | ナターシャ・ズベレワ           | 3–6, 5–7         |
| 準優勝 | 3.  | 1995年6月25日  | イーストボーン | ハード        | ナタリー・トージア             | 6–3, 0–6, 5–7    |
| 準優勝 | 4.  | 1995年8月13日  | ロサンゼルス   | ハード        | コンチタ・マルティネス         | 6–4, 1–6, 3–6    |
| 準優勝 | 5.  | 1996年3月30日  | マイアミ       | ハード        | シュテフィ・グラフ             | 1–6, 3–6         |
| 優勝   | 1.  | 1997年2月9日   | リンツ         | ハード (室内) | カリナ・ハブスドバ             | 6–4, 6–2         |
| 準優勝 | 6.  | 1998年11月1日  | ケベックシティ | ハード (室内) | タラ・スナイダー               | 6–4, 4–6, 6–7(6) |
| 優勝   | 2.  | 1999年1月17日  | ホバート       | ハード        | リタ・グランデ                 | 6–2, 6–3         |
| 準優勝 | 7.  | 1999年11月7日  | ケベックシティ | ハード (室内) | ジェニファー・カプリアティ     | 6–4, 1–6, 2–6    |
| 準優勝 | 8.  | 2000年1月15日  | ホバート       | ハード        | キム・クライシュテルス         | 6–2, 2–6, 2–6    |
| 優勝   | 3.  | 2000年11月5日  | ケベックシティ | ハード (室内) | ジェニファー・カプリアティ     | 6–4, 6–2         |
| 準優勝 | 9.  | 2002年5月25日  | マドリード     | クレー        | モニカ・セレシュ               | 4–6, 2–6         |
| 優勝   | 4.  | 2002年6月22日  | イーストボーン | 芝            | アナスタシア・ミスキナ         | 6–1, 6–3         |
| 優勝   | 5.  | 2002年8月11日  | ロサンゼルス   | ハード        | リンゼイ・ダベンポート         | 5–7, 7–6, 6–3    |
| 優勝   | 6.  | 2003年5月24日  | マドリード     | クレー        | マリア・サンチェス・ロレンツォ | 6–4, 5–7, 6–4    |
| 優勝   | 7.  | 2003年6月21日  | イーストボーン | 芝            | コンチタ・マルティネス         | 6–4, 3–6, 6–4    |
| 準優勝 | 10. | 2003年9月14日  | バリ           | ハード        | エレーナ・デメンチェワ         | 2–6, 1–6         |
| 準優勝 | 11. | 2003年9月21日  | 上海           | ハード        | エレーナ・デメンチェワ         | 3–6, 6–7(6)      |
| 準優勝 | 12. | 2003年10月26日 | ルクセンブルク | ハード (室内) | キム・クライシュテルス         | 2–6, 5–7         |

### ダブルス: 17回 (10勝7敗)
| 結果   | No. | 決勝日         | 大会                 | サーフェス        | パートナー                       | 対戦相手                                                | スコア           |
| ------ | --- | -------------- | -------------------- | ----------------- | -------------------------------- | ------------------------------------------------------- | ---------------- |
| 優勝   | 1.  | 1993年9月26日  | 東京                 | ハード            | リサ・レイモンド                 | アマンダ・クッツァー リンダ・ワイルド                   | 6–4, 6–1         |
| 優勝   | 2.  | 1994年1月16日  | ホバート             | ハード            | リンダ・ワイルド                 | ジェニー・バーン レイチェル・マッキラン                 | 7–5, 4–6, 7–6    |
| 準優勝 | 1.  | 1994年11月6日  | ケベックシティ       | ハード (室内)     | リンダ・ワイルド                 | エルナ・ライナッハ ナタリー・トージア                   | 4–6, 3–6         |
| 優勝   | 3.  | 1995年5月14日  | プラハ               | クレー            | リンダ・ワイルド                 | Maria Lindström Maria Strandlund                        | 6–7, 6–3, 6–2    |
| 準優勝 | 2.  | 1995年10月8日  | チューリッヒ         | ハード (室内)     | カロリネ・ビス                   | ニコル・アレント マノン・ボーラグラフ                   | 4–6, 6(4)–7, 4–6 |
| 優勝   | 4.  | 1996年1月28日  | 全豪オープン         | ハード            | アランチャ・サンチェス・ビカリオ | リンゼイ・ダベンポート メアリー・ジョー・フェルナンデス | 7–5, 2–6, 6–4    |
| 優勝   | 5.  | 1996年2月25日  | オクラホマシティ     | ハード (室内)     | ブレンダ・シュルツ＝マッカーシー | カトリナ・アダムス デビー・グラハム                     | 6–4, 6–3         |
| 優勝   | 6.  | 1996年3月17日  | インディアンウェルズ | ハード            | ブレンダ・シュルツ＝マッカーシー | ジュリー・アラール＝デキュジス ナタリー・トージア       | 6–1, 6–4         |
| 優勝   | 7.  | 1996年4月14日  | アメリアアイランド   | クレー            | アランチャ・サンチェス・ビカリオ | メレディス・マグラス ラリサ・ネーランド                 | 6–1, 6–1         |
| 準優勝 | 3.  | 1997年9月21日  | 東京                 | ハード            | ジュリー・アラール＝デキュジス   | モニカ・セレシュ 杉山愛                                 | 1–6, 0–6         |
| 準優勝 | 4.  | 1998年10月26日 | ケベックシティ       | ハード (室内)     | サンドリーヌ・テスチュ           | ロリ・マクニール キンバリー・ポー                       | 7–6(3), 5–7, 4–6 |
| 準優勝 | 5.  | 1999年9月12日  | 全米オープン         | ハード            | サンドリーヌ・テスチュ           | セリーナ・ウィリアムズ ビーナス・ウィリアムズ           | 6–4, 1–6, 4–6    |
| 優勝   | 8.  | 1999年10月10日 | フィルダーシュタット | ハード (室内)     | サンドリーヌ・テスチュ           | ラリサ・ネーランド アランチャ・サンチェス・ビカリオ     | 6–3, 6–4         |
| 準優勝 | 6.  | 1999年11月14日 | フィラデルフィア     | カーペット (室内) | サンドリーヌ・テスチュ           | リサ・レイモンド レネ・スタブス                         | 1–6, 6–7(2)      |
| 優勝   | 9.  | 2000年7月30日  | スタンフォード       | ハード            | サンドリーヌ・テスチュ           | カーラ・ブラック エミー・フレージャー                   | 6–4, 6–4         |
| 優勝   | 10. | 2000年10月22日 | リンツ               | カーペット (室内) | アメリ・モレスモ                 | 杉山愛 ナタリー・トージア                               | 6–4, 6–4         |
| 準優勝 | 7.  | 2001年10月28日 | リンツ               | カーペット (室内) | エルス・カレンズ                 | エレナ・ドキッチ ナディア・ペトロワ                     | 1–6, 4–6         |

## 4大大会シングルス成績
略語の説明
| W | F | SF | QF | #R | RR | Q# | LQ | A | Z# | PO | G | S | B | NMS | P | NH |

W=優勝, F=準優勝, SF=ベスト4, QF=ベスト8, #R=#回戦敗退, RR=ラウンドロビン敗退, Q#=予選#回戦敗退, LQ=予選敗退, A=大会不参加, Z#=デビスカップ/BJKカップ地域ゾーン, PO=デビスカップ/BJKカッププレーオフ, G=オリンピック金メダル, S=オリンピック銀メダル, B=オリンピック銅メダル, NMS=マスターズシリーズから降格, P=開催延期, NH=開催なし.
| 大会           | 1990 | 1991 | 1992 | 1993 | 1994 | 1995 | 1996 | 1997 | 1998 | 1999 | 2000 | 2001 | 2002 | 2003 | 2004 | 2005 | 2006 | 通算成績 |
| -------------- | ---- | ---- | ---- | ---- | ---- | ---- | ---- | ---- | ---- | ---- | ---- | ---- | ---- | ---- | ---- | ---- | ---- | -------- |
| 全豪オープン   | A    | A    | 1R   | 1R   | 4R   | 2R   | SF   | 4R   | 1R   | 4R   | 2R   | 1R   | A    | 4R   | 4R   | A    | A    | 22–12    |
| 全仏オープン   | A    | LQ   | 1R   | A    | 1R   | QF   | A    | 2R   | 4R   | 2R   | QF   | A    | 4R   | QF   | A    | LQ   | A    | 20–9     |
| ウィンブルドン | A    | A    | 1R   | 2R   | 1R   | 3R   | A    | 1R   | 3R   | 1R   | 1R   | 1R   | 4R   | 3R   | 1R   | A    | A    | 10–12    |
| 全米オープン   | 1R   | 2R   | 4R   | 3R   | 1R   | 4R   | A    | 1R   | 2R   | 1R   | 3R   | 3R   | 4R   | 1R   | 3R   | A    | 1R   | 19–15    |